# Carlos Recinos
Carlos Humberto Recinos Ortiz (San Salvador, 30 giugno 1950) è un allenatore di calcio ed ex calciatore salvadoregno, di ruolo difensore.